# Anthaxia melanosoma
Anthaxia (Haplanthaxia) melanosoma – gatunek chrząszcza z rodziny bogatkowatych, podrodziny Buprestinae i plemienia Anthaxiini.
Gatunek ten został opisany w 2000 przez Svatopluka Bílego. W obrębie rodzaju Anthaxia (kwietniczek) należy do podrodzaju Haplanthaxia, a w nim do grupy gatunków Anthaxia melanosoma species-group.
Ciało długości od 3,7 do 4,3 mm, u samców czarne, u samic niebieskawoczarne. Czoło w zarysie wklęsłe i nieco faliste. Wyraźnie wydłużone pokrywy mają nieco wklęśnięte w wierzchołkowej ⅓ boczne krawędzie i ostro oraz grubo piłkowane wierzchołki.
Kwietniczek ten znany jest endemitem Gabonu.